# Sage Group
Sage Group ist ein Softwareunternehmen aus dem Vereinigten Königreich mit Sitz in Newcastle upon Tyne. Das Unternehmen wurde 1981 gegründet und ist im Aktienindex FTSE 100 gelistet.

## Unternehmen
Weltweit beschäftigt die Sage Group knapp 11.000 Mitarbeiter und hat mehrere Millionen Kunden. Der Konzern ist weltweit einer der größten Anbieter von Unternehmenssoftware für kleine und mittlere Unternehmen. In Deutschland ist die Sage Group mit der Sage GmbH vertreten. Der Hauptsitz des Unternehmens ist in Frankfurt am Main. Weitere Standorte befinden sich in Donaueschingen, Mönchengladbach, Leipzig und München. In Deutschland ist das Unternehmen mit rund 250.000 Kunden, 1000 Partnern und 630 Mitarbeitern einer der Marktführer für betriebswirtschaftliche Software und Services im deutschen Mittelstand.

## Geschäftsbereiche & Portfolio
Das Portfolio der Sage GmbH besteht aus Software-Lösungen für Auftrag und Buchhaltung, Finanzen, ERP und Warenwirtschaft sowie HR und Lohnabrechnung für kleine und mittelständische Unternehmen. Die IT-Systeme sind geeignet für die Branchen Dienstleistung, Handel, produzierendes Gewerbe, Handwerk, öffentliche Verwaltung sowie Gesundheits- und Sozialwesen. Im Mittelpunkt des Portfolios steht die Sage Business Cloud. Sie integriert Anwendungen von der Buchhaltung für kleine Unternehmen bis hin zu ERP-Gesamtlösungen (inkl. Finanzmanagement) und branchenspezifischer Software für größere mittelständische Unternehmen.

### Lösungen für Selbstständige, Start-ups und Kleinunternehmen
- Sage Active (Starter, Essentials): Cloud-Software für Rechnungsstellung, Buchhaltung, Belegerfassung und Steuer-Voranmeldung; offene API und KI-Automatisierung mit Sage Copilot.[7]
- Sage 50: Desktop-/On-Premise-Software für Buchhaltung und Auftragsbearbeitung mit Online-Banking-, E-Rechnungs- und Mobilmodulen.[8]
- Sage 50 Handwerk: Auftragsbearbeitung- und Buchhaltungssoftware für Handwerksbetriebe mit mobilen Baustellen-Apps, Angebotserstellung, Projektverwaltung und Dokumentenmanagement.[9]
- Sage Business Cloud Lohnabrechnung: Cloudbasierte Software für Lohn- und Gehaltsabrechnung inkl. Stammdatenverwaltung, Zeit- und Abwesenheitserfassung, automatischem Meldeversand an Finanzbehörden und Sozialversicherungsträgern sowie DATEV-Export für Steuerberater.[10]
- Sage Payroll: Cloud-Software für digitale Lohn- und Gehaltsabrechnung mit Mehrwährungsfähigkeit, länderspezifischem Reporting und Self-Service-Portalen für Mitarbeitende.[11]
- Sage HR: Cloud-Plattform für Personalverwaltung mit Self-Service, Abwesenheitsmanagement, Mitarbeiterentwicklung und Performance-Tracking für verteilte Teams.[12]

### Lösungen für kleine und mittelständische Unternehmen (KMU)
- Sage 100: modulares ERP-System mit Warenwirtschaft, Produktion, Finanzbuchhaltung, Vertrieb, Einkauf und Lager, CRM und Dokumentenmanagement, verfügbar On-Premise oder in der Private Cloud.[13]
- Sage HR Suite: On-Premise-Personallösung für Gehaltsabrechnung, Zeitwirtschaft, Reisekosten, Recruiting und Personalentwicklung; erweiterbar durch Self-Service-Portale und Reporting.[14]
- Sage Intacct: Cloud-Finanzplattform mit Echtzeit-Reporting, Multi-Entity-Management und Automatisierung zur Konsolidierung komplexer Finanzstrukturen.[15]
- Sage Distribution and Manufacturing Operations (SDMO): Cloud-ERP für Fertigungs- und Handelsunternehmen mit Modulen für Logistik, Einkauf, Materialwirtschaft, Serienfertigung und offenen Schnittstellen.[16]

### Lösungen für den industriellen Mittelstand und international tätige Unternehmen
- Sage X3: internationales ERP-System mit Modulen für Produktion, Supply Chain, Finanzen und Controlling.[17]
- Sage b7: Fertigungs-ERP für den technischen Mittelstand in der DACH-Region mit Varianten- und Workflow-Management sowie mobilen Apps.[18]
- Sage Wincarat: spezialisiertes ERP für Kunststoffspritzguss und Metallguss inklusive Werkzeugverwaltung, Kostenkalkulation und CO₂-Bilanzierung.[19]
- Sage People: Cloud-HCM-Software für global agierende Unternehmen mit Fokus auf Employee Experience, Recruiting, Onboarding und HR-Analytics.[20]

### Eingestellte Produkte
Im Zuge der Cloud-Strategie wurden frühere Desktop- und On-Premise-Lösungen wie Sage ERP (klassisch), Sage Office Online, PC-Kaufmann und klassische Desktop-Versionen der Buchhaltungssoftware eingestellt oder abgekündigt. 

## Unternehmensgeschichte
1981 entwickelten David Goldman, Paul Muller und Graham Wylie an der University of Newcastle eine Buchhaltungssoftware für kleine Unternehmen und gründeten noch im selben Jahr die Sage Group plc. 1989 erfolgte der Börsengang an der London Stock Exchange, 1999 der Eintritt in den FTSE 100.
In den frühen 1990er-Jahren expandierte Sage in die USA durch die Übernahme von DacEasy (1991) und nach Frankreich durch den Erwerb von Ciel (1992). Weitere Akquisitionen umfassten KHK in Deutschland (1997), Softline in Südafrika (2003) und Folhamatic in Brasilien (2012). 2017 erwarb Sage die US-Finanzplattform Intacct für 850 Mio. USD und beschleunigte damit den Übergang zur Cloud-First-Strategie.
Ab Mitte der 2010er-Jahre verlagerte Sage den Schwerpunkt auf cloudbasierte Plattformen sowie KI-gestützte Automatisierung. Unter dem Dach der Sage Business Cloud werden offene Schnittstellen, Echtzeit-Reporting und KI-Funktionen wie Sage Copilot angeboten.